# Split (série télévisée)
Pour les articles homonymes, voir Split (homonymie).
Split est une mini-série française en 5 épisodes de 18 minutes, créée par Iris Brey et diffusée depuis le 24 novembre 2023 sur le réseau France.tv Slash.

## Synopsis
Anna, cascadeuse pour le cinéma, travaille sur une biographie filmée de l'actrice de muet Musidora. Elle sert de doublure-cascade à Ève Callac, une chanteuse et actrice qui a fait son coming out lesbien. Anna se découvre attirée par Ève, et cède au désir partagé. Mais elle sort depuis des années avec Natan, avec qui elle essaie d'avoir un enfant.

## Distribution
- Alma Jodorowsky : Anna
- Jehnny Beth : Eve
- Ralph Amoussou : Natan
- Pauline Chalamet : Paola
- Amélie Etasse : Garance
- Julie Moulier : Olivia Audry, la réalisatrice
- Antonia Buresi : Chantal
- Adèle Journeaux : Camille
- Victoire Du Bois : Adèle
- Naëlle Dariya : Leyla

## Production

### Genèse et développement
La créatrice de la série a d'abord travaillé à l'étude des séries, d'un point de vue féministe, en s'interrogeant sur la possibilité d'un regard féminin. Elle décide de passer de la théorie à la pratique en créant la série Split : « Je n'avais jamais vu une série qui montrait une héroïne qui sortait de l'hétérosexualité. […] quand on grandit en tant que femme, on nous apprend très peu à se questionner autour de notre désir, et à le regarder en face. »
Elle explique aussi le choix du montage en split screen pour la série : « J’avais envie de jouer avec la figure du split screen, qui est donc la division de l’écran, pour raconter la trajectoire d’une héroïne qui allait elle-même traverser plusieurs fractures et séparations ». Des références à des figures de la culture féminine, comme Colette, Violette Leduc ou Delphine Seyrig, sont également semées dans la série.

### Attribution des rôles
Les rôles principaux sont dévolus à Alma Jodorowsky et Jehnny Beth. Alma Jodorowsky, qui a le rôle d'Anna, est une admiratrice de l'actrice féministe Delphine Seyrig, et elle a pour la série vu les films Go Fish, Je, tu, il, elle et Sur la route de Madison. Le rôle d'Éve revient à Jehnny Beth, nommée au César du meilleur espoir féminin avec Un amour impossible (2019).

### Tournage
La créatrice de la série « a voulu une équipe technique constituée majoritairement de femmes. À l’inverse des pratiques qui sont encore la norme aujourd’hui sur les tournages ».
La série est tournée en grande partie en Indre-et-Loire, au château d'Hodebert, et à Tours.
Le tournage de certaines scènes est réalisé avec l'assistance d'une coordinatrice d'intimité, pour respecter l'accord des actrices lors des scènes de sexe,.

### Fiche technique
Sauf indication contraire ou complémentaire, les informations mentionnées dans cette section proviennent du générique de fin de l'œuvre audiovisuelle présentée ici.
- Titre original : Split
- Création : Iris Brey
- Réalisation : Iris Brey
- Scénario : Iris Brey et Clémence Madeleine-Perdrillat
- Photographie : Inès Tabarin
- Musique : Maud Geffray et Rebeka Warrior
- Sociétés de production : Cinétévé, France.tv Studio
- Société de distribution : France Télévisions
- Pays de production :  France
- Langue originale : français
- Format : couleur
- Genre : comédie dramatique
- Nombre de saison : 1
- Nombre d'épisode : 5
- Durée : 18 minutes
- Date de première diffusion : 24 novembre 2023 sur France.tv Slash

## Épisodes
1. Prends ma main
2. Ex-hétéro, etc
3. Ton cœur bat pour moi
4. Des petites morts qui font une vie
5. One way to dyke land

## Distinctions
- Séries Mania 2023 : Prix de la Meilleure Musique Originale pour Rebeka Warrior et Maud Geffray[10]

## Accueil critique
Pour Cosmopolitan, « Alma Jodorowsky et Jehnny Beth forment un duo d'une délicatesse inédite dans la série Split. […] En ne sexualisant jamais ses actrices, la réalisatrice apporte une meilleure représentation des personnages féminins à l'écran ».
Pour Les Inrockuptibles, Split est « un manifeste vibrant sur le “female gaze” et une série réussie ».
Télérama estime que « Malgré son approche un peu didactique du féminisme, l’essayiste Iris Brey filme, pour sa première série, le désir avec talent ».
Pour France Inter, « C'est une série politique, et en même temps, c'est une série vraiment romantique où le désir féminin et les relations amoureuses sont filmés différemment, avec tout ce qu'elle a développé depuis quelques années, et notamment l'idée d'un regard féminin. »